# Zytronic
Zytronic  es un fabricante y desarrollador de productos de tecnología táctil con sede en Blaydon upon Tyne, Reino Unido.
Zytronic diseña tecnologías táctiles de componentes compuestos que optimizan el rendimiento de las aplicaciones de pantallas electrónicas y fabrican sensores táctiles basados en tecnología capacitiva proyectada y sus controladores asociados que se utilizan en aplicaciones de acceso público e industriales.
La tecnología táctil de suministro de Zytronic se utiliza en una variedad de sistemas interactivos táctiles de autoservicio de uso intensivo, y ha sido seleccionada por las principales empresas, como The Coca-Cola Company para la máquina Coca-Cola Freestyle, BSH Bosch y Siemens para algunos electrodomésticos, Microsoft Envisioning Lab para una estación de trabajo experimental de monitores múltiples y también tabletas portátiles con alimentación en el Museo de Historia Natural y terminales de pago para estaciones de alquiler de bicicletas desplegadas en la ciudad de Londres y varias ciudades globales .

## Aplicaciones
Debido a la alta durabilidad, la estabilidad ambiental y la capacidad de sobrevivir a los rigores cotidianos de los ambientes exteriores e interiores, los mecanismos de detección PCT se utilizan en una variedad de aplicaciones de autoservicio, como aplicaciones de entretenimiento y juegos, p. Ej. máquinas de video, máquinas expendedoras de DVD, conduzca a través de quioscos de restaurantes, cajeros automáticos, bombas de gasolina, pantallas médicas y computadoras industriales.